# 清滝遊園地
清滝遊園地（きよたきゆうえんち）は、京都市右京区にかつて存在した遊園地である。

## 概要
- 愛宕山鉄道鋼索線の開業を受けて、清滝駅の清滝川沿いに1929年（昭和4年）にオープン。
- この遊園地には、すべり台、ブランコ、鉄棒、サル山もあり、当時は子供たちで賑わっていた。
- また、その奥にはテニスコートとローラースケート場があった。
- しかし、この遊園地も世界恐慌と愛宕山鉄道廃止の影響で愛宕山遊園地と同様1944年（昭和19年）2月11日で閉鎖され、現在は駐車場となっている。